# Huis Villehardouin
Villerhardouin was de naam van een Frans adellijk geslacht dat, na de inname van Constantinopel door de kruisvaarders, roem fortuin wist te vergaren, meer bepaald in de Peloponnesos, waarover enkele leden van 1210 tot 1278 de facto regeerden. Zoals vele andere adellijke geslachten uit West-Europa werden zij aangestoken door het kruisvaardersideaal: het Heilige Land van de moslims te bevrijden. 
De familie Villehardouin was oorspronkelijk afkomstig uit de Champagne. Villehardouin is de naam van een plaatsje, gelegen in de Franse gemeente Val-d'Auzon, 20 km noordoostwaarts van de stad Troyes, in het departement Aube. 

## Godfried van Villehardouin (kroniekschrijver)
Zie Godfried van Villehardouin.

## Godfried I
Zie Godfried I van Villehardouin.

## Godfried II
Zie Godfried II van Villehardouin.

## Willem II
Zie Willem II van Villehardouin.

## Isabella
Isabella van Villehardouin (tussen 1260 en 1263 -  1312) was de oudste dochter van Willem II van Villehardouin en zijn (2e) echtgenote Anna Komnena. Zij was de erfgename van haar vader en regeerde kortstondig (van 1297 tot 1301) over het vorstendom Achaia en Morea. Zij trad driemaal in het huwelijk, onder meer met koning Karel I van Napels en Scilië. Dit huwelijk was onderdeel van een diplomatieke koehandel met de bedoeling haar vader vrij te krijgen na diens gevangenneming. Isabella van Villehardouin moest tijdens haar bewogen leven vaak strijden voor het behoud van haar rechten en bezittingen (onder meer in het graafschap Henegouwen).

## Margaretha
Haar jongere zuster Margaretha van Villehardouin verging het niet veel beter: ook zij werd ingezet als pion in allerlei diplomatieke spelletjes, en in 1315 eindigde zij haar roemloze leven in een duistere cel van het kasteel Chlemoutsi, nadat ze jaren daarvoor als gijzelaar naar het Byzantijnse hof was gestuurd met de bedoeling haar vader vrij te krijgen.